# SV Gifhorn
Die SpVgg Gifhorn ist ein Sportverein aus Gifhorn. Die erste Fußballmannschaft spielte ein Jahr in der höchsten niedersächsischen Amateurliga.

## Geschichte
Die Sportvereinigung Gifhorn entstand am 29. September 1912 durch die Fusion des FC Merkur Gifhorn und des FC Germania Gifhorn. Merkur wurde im Jahre 1910 von jungen Kaufleuten und Lehramtsanwärtern gegründet und war der erste in Gifhorn gegründete Fußballverein. Bis zum Zweiten Weltkrieg spielte die Mannschaft zumeist in der zweithöchsten Spielklasse und verpasste in den 1930er Jahren mehrfach die Aufstiegsrunde zur Gauliga Niedersachsen.
Nach Kriegsende gelang im Jahre 1948 der Aufstieg in die damals zweitklassige Landesliga Braunschweig. Mit nur drei Saisonsiegen mussten die Gifhorner die Liga als Letzter wieder verlassen und wurden in der Saison 1949/50 in die Bezirksliga durchgereicht. Im Jahre 1953 gehörte die Mannschaft zu den Gründungsmitgliedern der drittklassigen Amateurliga 7. Gleich in der ersten Saison wurde mit Rang vier die beste Platzierung erreicht. Im Jahre 1960 stieg die Sportvereinigung ab.
Der sofortige Wiederaufstieg gelang und die SpVgg hielt sich bis zur Auflösung der Amateurliga 1964 in dieser Spielklasse. Die Qualifikation für die neu geschaffene Verbandsliga Ost wurde jedoch verpasst und die Sportvereinigung rutschte bis in die Bezirksklasse ab. Am letzten Spieltag der Saison 1967/68 verlor die Mannschaft gegen den Lokalrivalen MTV Gifhorn, der in die Bezirksliga aufstieg. Die SpVgg wurde in der Saison 2010/11 Meister der Kreisliga Gifhorn und spielt nun in der Bezirksliga Braunschweig 1.

## Sportarten
In der SV Gifhorn wird Sport in den Sparten Fußball, Breitensport, Gymnastik (einschließlich Turnen), Hiphop, Jujutsu, Kraftsport, Taekwondo, Taijiquan (Chen-Stil und Yang-Stil) sowie Tanzsport betrieben.